# Islas Corales del Rosario
Las islas del Rosario (o Corales del Rosario) es un pequeño archipiélago formado por unas 28 islas, que es parte de la zona insular de Cartagena de Indias, con una superficie terrestre de 20 hectáreas (0,20 km²) ubicado frente a las costas del Departamento de Bolívar, a la misma latitud que la península de Barú. En ellas se ubica uno de los parques nacionales naturales de Colombia, creado para proteger uno de los arrecifes coralinos más importantes del Caribe Colombiano.

## Características
Es un territorio dependiente del departamento de Bolívar en el Caribe Colombiano. Las islas consisten en una pequeña plataforma compuesta de sucesivas formaciones coralinas a diferentes profundidades.
El parque tiene una extensión de 120.000 ha, desde la línea de marea más alta hasta el veril de los 50 metros de profundidad, comprende la plataforma submarina y los arrecifes de coral al occidente de la península de Barú, los arrecifes del Parque nacional natural Corales del Rosario y de San Bernardo.

## Centros poblados
Posee un centro poblado: El Pueblito.

## Islas
Algunas islas del Rosario son:
- Isla Grande
- Isla Marina
- Isla de Roberto
- Isla del Tesoro
- Isla Bendita Beach
- Isla Caribarú
- Isla Arena
- Isla Rosario
- Isla Pirata
- Isla Fiesta
- Isla Cagua
- Isla Macaví
- Isla San Quintín
- Isla Pavitos
- Isla El Peñón
- Isla Majayura
- Isla María del Mar
- Isla Pajarales
- Isla San Martín
- Isla Gigi
- Isla Coralina
- Isla Pescadito
- Isla Tijereto
- Isla Rosa
- Isla Fuerte
- Isla Venecia